# Livius Andronicus
Lucius Livius Andronicus (død mellem 207 og 200 f.Kr.) er grundlæggeren af den romerske litteratur.
Livius Andronicus voksede op i den græske koloni Taras i Syditalien, men kom til til Rom som slave, formentlig huslærer. Hans græske navn var Andronikos, men da han blev frigivet fik han efter romersk tradition sin tidligere herres slægtsnavn, Livius.
Livius Andronicus' værker er ikke overleveret og kendes kun i fragmenter. Mest berømt er hans oversættelse af Homers epos Odysseen til latin under titlen Odusia. Han brugte ikke heksametret (som i den græske original), men det gamle latinske saturniske versemål. Han bestræbte sig på at omsætte det homeriske univers til den romerske begrebsverden: Musen bliver oversat med Camena, en romersk nymfe.
I forbindelse med festen Ludi Romani ("Romerske Lege") i 240 f.Kr. opførte han det første latinske drama, som han selv havde skrevet. Denne begivenhed bliver traditionelt betragtet som den romerske litteraturs fødsel. De næste år skrev han flere tragedier og komedier. Hans dramaer var formentlig oversættelser eller omformninger af græske forbilleder.